# Едісон (Огайо)
Едісон (англ. Edison) — селище (англ. village) в США, в окрузі Морроу штату Огайо. Населення — 422 особи (2020).

## Географія
Едісон розташований за координатами 40°33′30″ пн. ш. 82°51′47″ зх. д. / 40.55833° пн. ш. 82.86306° зх. д. (40.558254, -82.863191).  За даними Бюро перепису населення США в 2010 році селище мало площу 0,74 км², уся площа — суходіл.

## Демографія
Згідно з переписом 2010 року, у селищі мешкало 437 осіб у 166 домогосподарствах у складі 121 родини. Густота населення становила 587 осіб/км².  Було 192 помешкання (258/км²).
Расовий склад населення:
| - 98,9 % — білих - 0,2 % — чорних або афроамериканців - 0,2 % — азіатів |

До двох чи більше рас належало 0,7 %. Частка іспаномовних становила 1,8 % від усіх жителів.
За віковим діапазоном населення розподілялося таким чином: 25,4 % — особи молодші 18 років, 59,0 % — особи у віці 18—64 років, 15,6 % — особи у віці 65 років та старші. Медіана віку мешканця становила 36,9 року. На 100 осіб жіночої статі у селищі припадало 92,5 чоловіків;  на 100 жінок у віці від 18 років та старших — 96,4 чоловіків також старших 18 років.
Середній дохід на одне домашнє господарство  становив 46 703 долари США (медіана — 36 667), а середній дохід на одну сім'ю — 51 558 доларів (медіана — 43 125). Медіана доходів становила 43 393 долари для чоловіків та 28 750 доларів для жінок. За межею бідності перебувало 21,6 % осіб, у тому числі 33,3 % дітей у віці до 18 років та 8,1 % осіб у віці 65 років та старших.
Цивільне працевлаштоване населення становило 128 осіб. Основні галузі зайнятості: виробництво — 18,8 %, роздрібна торгівля — 18,0 %, науковці, спеціалісти, менеджери — 14,1 %, освіта, охорона здоров'я та соціальна допомога — 14,1 %.